# Giochi della solidarietà islamica 2013
I Giochi della solidarietà islamica 2013 si sono svolti a Palembang, in Indonesia, dal 22 settembre al 1º ottobre 2013.

## Paesi partecipanti
Dei 56 Paesi membri della Islamic Solidarity Sports Federation (ISSF), parteciparono ai Giochi 41 delegazioni di altrettante nazioni:
- Algeria
- Azerbaigian
- Bahrein
- Bangladesh
- Brunei
- Burkina Faso
- Camerun
- Ciad
- Comore
- Egitto
- Gabon

- Gambia
- Guinea
- Guyana
- Indonesia
- Iran
- Iraq
- Giordania
- Kuwait
- Libano
- Libia
- Malaysia

- Maldive
- Mali
- Marocco
- Oman
- Pakistan
- Palestina
- Qatar
- Arabia Saudita
- Senegal
- Sierra Leone

- Somalia
- Sudan
- Siria
- Togo
- Tunisia
- Turchia
- Turkmenistan
- Uganda
- Emirati Arabi Uniti
- Yemen

## Discipline
- Nuoto (dettagli)
- Atletica leggera (dettagli)
- Tiro con l'arco (dettagli)
- Badminton (dettagli)
- Pallacanestro (dettagli)
- Calcio (dettagli)
- Karate (dettagli)
- Taekwondo (dettagli)
- Tennis (dettagli)
- Pallavolo (dettagli)
- Beach volley (dettagli)
- Sollevamento pesi (dettagli)
- Wushu (dettagli)

## Medagliere
Paese ospitante
| Posiz. | Nazione             | Oro | Argento | Bronzo | Totale |
| ------ | ------------------- | --- | ------- | ------ | ------ |
| 1      | Indonesia           | 36  | 34      | 34     | 104    |
| 2      | Iran                | 30  | 17      | 12     | 59     |
| 3      | Egitto              | 26  | 31      | 29     | 86     |
| 4      | Malaysia            | 26  | 17      | 29     | 72     |
| 5      | Turchia             | 23  | 30      | 50     | 103    |
| 6      | Marocco             | 10  | 15      | 14     | 39     |
| 7      | Arabia Saudita      | 7   | 3       | 6      | 16     |
| 8      | Azerbaigian         | 6   | 9       | 9      | 24     |
| 9      | Algeria             | 5   | 6       | 8      | 19     |
| 10     | Oman                | 3   | 2       | 5      | 10     |
| 11     | Bahrein             | 2   | 1       | 4      | 7      |
| 12     | Siria               | 2   | 1       | 3      | 6      |
| 13     | Iraq                | 2   | 1       | 1      | 4      |
| 14     | Tunisia             | 2   | 0       | 7      | 9      |
| 15     | Kuwait              | 1   | 4       | 3      | 8      |
| 16     | Qatar               | 1   | 2       | 2      | 5      |
| 17     | Giordania           | 1   | 1       | 2      | 4      |
| 18     | Guyana              | 0   | 2       | 0      | 2      |
| 19     | Emirati Arabi Uniti | 0   | 1       | 3      | 4      |
| 20     | Bangladesh          | 0   | 1       | 1      | 2      |
| 20     | Libia               | 0   | 1       | 1      | 2      |
| 22     | Brunei              | 0   | 1       | 0      | 1      |
| 22     | Palestina           | 0   | 1       | 0      | 1      |
| 24     | Turkmenistan        | 0   | 0       | 4      | 4      |
| 25     | Senegal             | 0   | 0       | 3      | 3      |
| 25     | Yemen               | 0   | 0       | 3      | 3      |
| 27     | Camerun             | 0   | 0       | 1      | 1      |
| 27     | Libano              | 0   | 0       | 1      | 1      |
| 27     | Sierra Leone        | 0   | 0       | 1      | 1      |
| Totale | Totale              | 183 | 181     | 236    | 600    |